# South Kelsey
Pour les articles homonymes, voir Kelsey.
South Kelsey est une paroisse civile et un village du Lincolnshire, en Angleterre.